# 朴正淑
朴正淑（韓語：박정숙，1970年2月4日—），韓國女演員。現任慶熙大學國際教育學院客座教授。
她的丈夫是前國會議員李宰榮。

## 演出作品

### 電視劇
- 2003年：MBC《大長今》飾 文定王后

1. ↑  . KBS 뉴스.   [2023-07-12]. （原始内容存档于2023-07-09） （韩语）.